# Vogtei Kreuzberg
Die Vogtei Kreuzberg war eine territoriale Verwaltungseinheit der Abtei Hersfeld, welche mit dieser ab 1648 komplett zur Landgrafschaft Hessen-Kassel gehörte. Von 1685 bis 1713 gehörte die Vogtei zur paragierten Landgrafschaft Hessen-Philippsthal. Der östliche Teil kam 1816 mit dem Amt Vacha zum Großherzogtum Sachsen-Weimar-Eisenach.
Die Vogtei Kreuzberg bestand bis zur Verwaltungs- und Gebietsreform des Kurfürstentums Hessen im Jahr 1821.

## Geographische Lage
Die Vogtei Kreuzberg lag in einer Talaue der Werra im Mündungsgebiet der Oechse und der Ulster. In Kreuzberg, dem heutigen Philippsthal, befand sich der Übergang der Via Regia über die Werra nach Vacha. Das Amtsgebiet lag zwischen Frauenseer Forst im Nordosten, Seulingswald im Nordwesten und den nördlichsten Ausläufern der Rhön im Süden. Wichtigste Berge im Gebiet sind die Hohe Wart (401,1 m) im Frauenseer Forst und der Dreienberg (525 m ü. NN), der nördlichste Berg der Rhön. Der Neuröder Bach (Stärkelsbach) bildete die Grenze zum einstigen hessischen Amt Friedewald.
Aufgrund der Teilung im Jahr 1816 liegt das Gebiet der ehemaligen Vogtei Kreuzberg heute teilweise in Osthessen und teilweise in Thüringen. Die hessischen Orte gehören bis auf Hillartshausen (zu Friedewald) zur Marktgemeinde Philippsthal im Landkreis Hersfeld-Rotenburg. Die thüringischen Orte gehören zur Stadt Vacha im Wartburgkreis.
Das Gebiet der Vogtei grenzte:
- im Westen an das Landecker Amt,
- im Norden an das Amt Friedewald,
- im Osten an das sachsen-eisenachische Amt Krayenberg,
- im Süden an das Amt Vacha und
- im Südosten an das Gericht Völkershausen.

## Geschichte

### Vorgeschichte
Seit dem 9. Jahrhundert befand sich das Gebiet um die Orte Vacha und Kreuzberg im Grenzbereich zwischen den Abteien Fulda und Hersfeld. Im Jahr 786 wurde die Dorndorfer Mark an die Abtei Hersfeld übergeben. In der Grenzbeschreibung wurde der westliche Grenzverlauf vom Öchsenberg in nördlicher Richtung bis zur heutigen Wüstung Schwenge (in der Urkunden Uuihingesboumgarto) mit dem Zwischenpunkt des Hofes Badelachen (Badelacha) erstmals beschrieben. Der Hof Badelachen war wahrscheinlich ein unbefestigter Königshof an dieser wichtigen Furt durch die Werra. Die nur etwa einen Kilometer entfernte Furt an der Stelle der heutigen Werrabrücke von Vacha befand sich zu dieser Zeit bereits in Händen des Klosters Fulda und wurde im Schutz der Burg Wendelstein zum Ausgangspunkt für die Stadtentwicklung von Vacha.

### Verwaltung durch die Abtei Hersfeld
Der heutige Ort Philippsthal war ursprünglich Sitz des Adelsgeschlechts von „Cruceburg“, nach dem die sich dort am Werraübergang der Via Regia entwickelnde Ortschaft Kreuzberg genannt wurde. Das Kloster Fulda hatte Besitz im Ort, und Abt Burkard von Fulda übertrug im Jahr 1170 sein dortiges Allod an die Landgrafen von Thüringen. Vorher hatte Hermann I. von Weimar-Orlamünde den Besitz von der Abtei zu Lehen. Eventuell kam bei dem im Jahr 1186 erfolgten Tauschgeschäft zwischen Landgraf Ludwig III. von Thüringen und Abt Hermann von Reinhardsbrunn auch das Gebiet um Kreuzberg in den Besitz der Abtei Hersfeld. Dass das Gebiet einige Jahre später im Einflussbereich der Reichsabtei Hersfeld stand, beweist ein Schutzbrief des Papstes Coelestin III. vom 11. November 1191, in dem das von der Abtei Hersfeld neu gegründete Benediktinerinnenkloster Kreuzberg zum ersten Mal urkundlich erwähnt wird.
Das Dorf Oberzella ist vermutlich eine Gründung des Klosters Hersfeld, welche 1130 zum ersten Mal urkundlich erwähnt wurde. Das Zentrum der Siedlung bildete eine „Cella“, die 1191 dem benachbarten Kloster Kreuzberg übereignet wurde und unter der Vogtei der vom Kloster Hersfeld eingesetzten Herren von Frankenstein stand. 1280 traten die Frankensteiner ihre Schutzherrschaft über Oberzella an das Kloster zu Kreuzberg ab. Bereits vor 1342 gab es im Ort eine hölzerne Brücke über die Werra bei Vacha; in Unterzella verrichtete ein Fährmann das Übersetzen von Reisenden. In einem kleinen Seitental am Westrand des Frauenseer Forsts wurden durch Rodung die Kleinsiedlungen Thalhausen, Niederndorf, Heiligenroda und Schwenge geschaffen, sie waren mit Oberzella wirtschaftlich und administrativ verbunden. Heiligenroda war der bedeutendste Ort und verfügte über eine Pfarrei, die aber bereits im 15. Jahrhundert nach Oberzella verlegt wurde. Zur Pfarrei Heiligenroda gehörte auch der Nachbarort Gasteroda. Die ersten namentlich bekannten Besitzer der beiden Orte waren die Herren von Benhausen. Diese übergaben in der 1383 erstellten Urkunde ihre Besitzungen in Heiligenroda und Gasteroda dem Kloster Kreuzberg.
Der Ort Vitzeroda wurde im Jahr 1280/83 wie Oberzella von Heinrich von Frankenstein als Teil einer Immobilienübertragung an das Kloster Kreuzberg verkauft.
Der Ort Harnrode gehörte ursprünglich zum thüringischen Gericht Heringen. Im Jahre 1432 verkaufte Margarethe von Heringen das Gericht an die Landgrafen von Hessen, wobei Harnrode und die Wüstung Geiderstad zur Vogtei Kreuzberg kamen. Die Obrigkeit lag aber beim hessischen Amt Friedewald, zu der der Rest des Gerichts kam.

### Übergang in Besitz der Landgrafschaft Hessen
Im 1525 einsetzenden Bauernkrieg wurde das Vachaer Servitenkloster ausgeplündert. Zeitgleich wurde auch das benachbarte Kloster Kreuzberg überfallen und zerstört. Mit der Einführung der Reformation in der Landgrafschaft Hessen geriet das Kloster Kreuzberg immer mehr in hessische Abhängigkeit. 1553 erwarb Landgraf Philipp I. die Dörfer Vitzeroda und Gasteroda und gliederte sie dem Gericht Heringen im Amt Friedewald ein. Die Kreuzberger Nonnen verließen 1568 das Kloster, das 1593 säkularisiert wurde. Die Pfarrei in Heiligenroda wurde zu einem Rittergut ausgebaut, welche nach mehrfachen Besitzwechseln an die Adelsfamilie Donop fiel, die es bis 1889 besaßen. Das von der Pfarrei getrennte Gasteroda wurde nun der Pfarrei in Heringen zugeteilt.
Im Dreißigjährigen Krieg (1618–1648) wurde die Gegend um die Vachaer Werrabrücke als strategisch bedeutsamer Ort von wechselnden Kriegsparteien eingenommen und besetzt. Als Folge des Dreißigjährigen Krieges wurde die ehemalige Abtei Hersfeld zu einem weltlichen Fürstentum umgewandelt, das im Westfälischen Frieden 1648 als Reichslehen der Landgrafschaft Hessen-Kassel zugesprochen wurde. Somit wurde die Vogtei Kreuzberg Teil der Landgrafschaft Hessen-Kassel. Die Sonderstellung Badelachens als hersfeldisches Lehen blieb bis in das 19. Jahrhundert erhalten.

### Verwaltung durch Hessen-Kassel und Hessen-Philippsthal
Landgraf Karl (1654–1730) von Hessen-Kassel überließ im Jahre 1685 seinem jüngeren Bruder Philipp (1655–1721) als Paragium die Besitzungen der einstigen Klostervogtei Kreuzberg; die Landeshoheit verblieb bei Hessen-Kassel. Auf der Grundlage des ehemaligen Klosters Kreuzberg ließ Philipp das nach ihm benannte Schloss Philippsthal als Residenz errichten und die durch ihn begründete paragierte Nebenlinie des Hauses Hessen hieß demnach Hessen-Philippsthal. Im Laufe des 18. Jahrhunderts bürgerte sich dann auch für den Ort „Kreuzberg“ der Name „Philippsthal“ ein.
Philipp von Hessen-Philippsthal gestattete um 1700 einer Gruppe französischer Glaubensflüchtlinge (Hugenotten), in seinem Land zu siedeln; der neue Ort wurde mit dem Namen Gethesemane gegründet.

### Napoleonische Besetzung
Gleichzeitig mit dem 1803 vollzogenen Reichsdeputationshauptschluss und der Säkularisation der geistlichen Herrschaften wurde die Landgrafschaft Hessen-Kassel zum Kurfürstentum Hessen.
Dem durch Napoléon dominierten Rheinbund trat Kurfürst Wilhelm I. von Hessen-Kassel nicht bei und versuchte neutral zu bleiben. Daraufhin besetzte Napoléon das Land und schlug es nach dem Frieden von Tilsit 1807 nahezu vollständig dem neu gebildeten Königreich Westphalen seines Bruders Jérôme zu.
Die Vogtei Kreuzburg wurde dem Distrikt Hersfeld des Departements der Werra zugeteilt und auf folgende Kantone aufgeteilt:
- Kanton Heringen: Philippsthal (Kreuzberg), Oberzella, Unterzella, Thalhausen, Harnroda, Schwenge, Heiligenroda, Niederndorf
- Kanton Vacha: Badelachen
- Kanton Friedewald: Hillartshausen, Unterneurode, Gethsemane
- Kanton Landeck: Röhrigshof, Nippe

Nach der Auflösung des Königreichs Westphalen im Jahr 1813 wurde das Kurfürstentum Hessen mit seiner Verwaltungsstruktur wieder hergestellt.

### Teilung der Vogtei 1816 und Auflösung 1821
Nach dem Wiener Kongress wurde das Gebiet der Vogtei Kreuzberg geteilt. Der östliche Teil mit dem Ort Oberzella und den Höfen Badelachen, Heiligenroda, Niederndorf, Sachsenhain, Schwenge,
Springen und Unterzella wurden mit dem benachbarten Amt Vacha im Jahr 1816 an das Großherzogtum Sachsen-Weimar-Eisenach abgetreten und diesem Amt angegliedert. Eine Kuriosität dieser Zeit war die fortbestehende Bindung der Oberzellaer Kirchgemeinde zur Pfarrei Philippsthal.
Der westliche, bei Hessen-Kassel verbliebene Teil mit den Orten Philippsthal und Hillartshausen und den Höfen Gethsemane, Harnrode, Nippe, Röhrigshof,  Thalhausen und Unterneurode wurde bei der kurhessischen Verwaltungsreform im Jahre 1821 dem Landecker Amt als unterer Justizbehörde angegliedert und politisch dem Kreis Hersfeld zugeordnet.

## Zugehörige Orte
Die Vogtei Kreuzberg bestand 1647 aus den drei Dörfern Kreuzberg, Hillartshausen und Oberzella, sowie mehreren Höfen.
Dörfer
- Kreuzberg, seit dem 18. Jh.: Philippsthal mit Schloss Philippsthal
- Hillartshausen

Höfe
- Gethsemane (im Jahr 1700  von Hugenotten gegründet)
- Harnrode
- Nippe (zu Röhrigshof)
- Röhrigshof
- Thalhausen
- Unterneurode

Dörfer und Höfe der Vogtei Kreuzberg (Philippsthal), die 1816 dem Amt Vacha angegliedert wurden
- Oberzella, Dorf
- Badelachen, Hof
- Heiligenroda, Hof
- Niederndorf, Hof
- Sachsenhain, Hof (zu Oberzella)
- Schwenge, Hof
- Unterzella, Hof